# Замок Шаумбург, Нижня Саксонія
52°12′04″ пн. ш. 9°12′03″ сх. д. / 52.2012° пн. ш. 9.20094° сх. д.
Замок Шаумбург (нім. Burg Schaumburg) — замок у місті Рінтельн в районі Шаумбург у Нижній Саксонії, Німеччина. Він належить колишній правлячій родині Шаумбург-Ліппе.

## Розташування
Замок розташований за 12 км на схід від центру міста Рінтельн, у лісовій місцевості, на пагорбі висотою 225 метрів.

## Історія
Замок став власністю Гогенцоллернів, коли Георг Вільгельм, князь Шаумбург-Ліппе, став на бік Австрійців у австро-прусській війні 1866 року.
Однак у 1907 році кайзер Вільгельм II повернув замок Шаумбург Георгу, принцу Шаумбург-Ліппе, з нагоди його срібної річниці весілля. Подарунок також мав бути визнанням підтримки Георга в суперечці про успадкування престолу Ліппе-Детмольда. Замок донедавна належав голові династії Олександру, принцу Шаумбург-Ліппе. У 2022 році замок Шаумбург придбали у принца Шаумбурга Ліппе підприємець Пітер Хайтсма Мюльєр і його дружина Ванесса принцеса цу Сайн-Вітгенштейн Берлебург, яка є близьким членом родини.